# Mort Cinder
Mort Cinder est une série de bande dessinée argentine créée par le scénariste Héctor Germán Oesterheld et le dessinateur Alberto Breccia. Ses neuf épisodes ont été publiés de juillet 1962 à mars 1964 dans l'hebdomadaire Misterix (es). 
Mort Cinder est un repris de justice immortel ramené à la vie par un l'antiquaire londonien Ezra Winston. Cinder lui raconte alors plusieurs aventures qu'il a vécues. Dans cette bande dessinée fantastique en noir et blanc, Breccia utilise pour la première fois le style expressionniste qui le rendit célèbre.
Série la plus célèbre de Breccia en Europe, Mort Cinder a été publié en Italie, Espagne et France au début des années 1970. Fin 2016, Rackham en a publié la première édition intégrale française, incluant le scénario d'un dixième épisode resté inédit.

## Publications en français
- Mort Cinder, Serg, 1974.
- Mort Cinder, Glénat, coll. « BD noire » :

1. Tome 1, 1982. Réédition de l'album Serg.
2. Tome 2, 1982.
3. Tome 3, 1983.

- Mort Cinder (intégrale), Vertige Graphic :

1. Les Yeux de plomb, 1999[2].
2. La Tour de Babel, 2000.

- Mort Cinder (intégrale), Rackham, 2016  (ISBN 978-2-87827-204-8).